# Eurynolambrinae
Eurynolambrinae zijn een monotypische onderfamilie van krabben (Brachyura) uit de familie Majidae.

## Geslachten
De Eurynolambrinae omvatten slechts één geslacht: 
- Eurynolambrus H. Milne Edwards & Lucas, 1841